# Adele Tonniniová
Adele Tonniniová (* 24. června 1977, San Marino) je sanmarinská politička, která od dubna 2023 do října 2023 působila po boku Alessandra Scarana jako sanmarinská kapitánka-regentka. Je členkou hnutí RETE.

## Životopis
Tonniniová se narodila v San Marinu a vystudovala Státní umělecký institut v Urbinu se specializací na knižní vazbu a restaurování starožitných knih. Poté pokračovala ve studiu konzervace kulturního dědictví na univerzitě v Urbinu. V letech 2001 až 2014 byla majitelkou uměleckého knihařství.
Svou politickou kariéru zahájila v nově vytvořeném hnutí RETE v roce 2012 a od roku 2019 působí ve Velké a Generální radě v jejím třicátém zákonodárném sboru. Je delegátkou pro San Marino ve Světovém potravinovém programu a členkou stálé komise pro spravedlnost. Zajímá se o otázky životního prostředí, miluje zvířata a mezi její koníčky patří malování, cestování a motory.
Dne 17. března 2023 byla spolu s Alessandrem Scaranou zvolena Velkou a Generální radou za sanmarinskou kapitánku-regentku. Ve funkci je od 1. dubna 2023 do 1. října 2023.